# おめがシスターズ
おめがシスターズ（英: Omega Sisters）は、おめが レイ（英: Omega Ray）とおめが リオ（英: Omega Rio）の2人からなる、日本のバーチャルYouTuberのユニット。2018年からupd8に所属していたが、2020年末のupd8解散以降はフリーとして活動している。

## 概要
挨拶は「どもどもおめシスでーす！」。バーチャル双子YouTuberであり、実の姉妹であるおめがレイとおめがリオの2人で活動している。投稿する動画のジャンルは歌動画やゲーム実況、検証動画、インタビューなど多岐にわたる。VRや3DCG、ガジェットを題材とした動画が多く、各種VRデバイスを解説・利用している動画が多い。一例を挙げると、ゲーム実況動画ではVRリズムゲーム『Beat Saber』をプレイした動画を投稿している。また、3DCGで格闘ゲーム『Vtuber Fighters』を制作しており、配布している。検証動画では、『機動戦士ガンダム 第08MS小隊』の「輝き撃ち」について3D技術を駆使しながら考察している。
VTuberとしては珍しく、仮想空間のみならず実写を中心とした動画も投稿しており、特に2022年以降は"顔だけバーチャル、体は実写"とした動画が増えている。また、現実の物体を仮想空間に持ち込む方法の一つである、3Dスキャンを試みている。動画の雰囲気はバーチャルユーチューバーよりもYouTuberに近い。
Twitterの有料サービス「オートプロモート」の効果を姉妹間で比較する動画や、YouTubeの新機能を紹介する動画を複数投稿している。これらの動画が評価され2019年、VTuberとして初めてYouTubeのコントリビューターに採用された。
初めて投稿した動画で二人のコーラスを披露して以来、多くの楽曲をカバーしている。これらの歌動画の背景は、3DCGにより自作している。また、VTuberによるコンピレーションアルバム企画『IMAGINATION vol.1』へ参加している。楽曲のカバーだけではなく、ロックバンドのBACK-ONによる提供を受けて、オリジナル楽曲「シンクロニティ」をリリースしている。

## メンバー
おめが レイ
双子の姉。青髪のショートカットに赤色のリボンをつけている。サブカルチャー(特にガンダムシリーズ、遊☆戯☆王オフィシャルカードゲーム)と検証を好んでおり、たびたび3D技術を利用している。歌うときは高音のクリアボイスで、横に揺れる。活動当初は在宅ワークと並行して活動を行っていたが、現在は専業Vtuberとして活動している。『BEAT SABER』で世界記録を更新するほどの腕前の持ち主でもある。
2020年11月19日に投稿された動画、「実は、出産しました。」にて出産を報告。
おめが リオ
双子の妹。ピンク髪のツインテールに青色のリボンをつけている。サブカルチャーには姉ほどの興味はなく、レイの高額な衝動買いを叱ることも少なくない。独特な喋り方や立ち居振る舞いをする事が多い。歌うときは低音のハスキーボイスで、縦に揺れる。自身の首を自ら取り外すことができる。活動当初は保育士と並行して活動を行っていたが、現在は退職し専業Vtuberとして活動している。寿がきや食品が毎年期間限定で発売しているカップラーメン「辛辛魚（からからうお）」が大好物。投稿動画の編集では動画のカットとテロップなどの文字入れを担当。生前葬が執り行われた初のVTuberでもある。2022年2月に「リオちゃんねる」を開設し、個人Vtuberとしても活動。

### 関連キャラクター
おめが ハコ
総監督を名乗る、バーチャルではない実写の人物でおめがレイが演じている。うんち柄のTシャツと頭にかぶったAmazonの梱包用段ボールが特徴。箱に搭載された液晶ディスプレイに表情が映し出される。
upd8解散による仕事の案件受付の窓口としての役割と、レイが自身の妊娠により撮影収録や動画投稿に支障が発生し、その事実を隠す事にレイ本人が罪悪感を抱いた事から視聴者に向き合う目的の為に誕生した。
後の動画では実写ではないVtuberとしての形でも登場した。
おめがレリオ
2018年のエイプリルフールで誕生した2人が合体したキャラクター。声の収録が面倒なため出演頻度は低いが、Vチューバーチップス5で採用されるなど人気は高い。
あるふぁブラザーズ
あるふぁライ、あるふぁロイの双子男性Vチューバー。2019年に男性Vチューバーとしてデビューしたらいつバレるかの検証企画で誕生。その後チャンネルはおめシスのサブチャンネルとして使われるようになり登場しなくなる。2023年4月には部位チューバー化している。
試作1号機 OMG-001 おめがちゃん
2023年3月に5周年記念配信で初披露されたAIチューバー。音声でコメントを送ることで自動対話が可能。ただしAPI使用料が発生するため文字数制限がある。

## 来歴
2018年
- 3月4日、YouTubeにチャンネルを開設[28]。
- 3月5日、チャンネル初の動画を投稿[22]。
- 4月23日、チャンネル登録者数が1万人に到達[29][30]。
- 5月31日、プロジェクト「upd8」に参加[31]。
- 6月30日、キズナアイの誕生日イベント「A.I. Party！ 〜Birthday with U〜」に登場し、小山内めいと前座を務めた[32]。
- 11月5日、自身の誕生日を祝う生放送を配信[33]。
- 12月14日、PCパーツ専門店「TSUKUMO eX.」の懸垂幕に掲載される[34]。
- 12月31日、年越しVR歌合戦イベント「Count0」に出演及び第二部の司会を務める[35]。同日に、チャンネル登録者数が10万人に到達[30][36][37]。

2019年
- 2月5日、YouTubeコントリビューターとして採用されたことをこの日に投稿した動画で発表[38]。
- 3月5日、活動1周年を祝う生放送を配信[39]。

2020年
- 3月30日、チャンネル登録者数20万人突破を報告[40]。
- 7月20日、北極圏でソースコードを1000年間保管する『GitHub Arctic Code Vault』におめがレイ作成のリポジトリが保存されたことを公表[41]。
- 11月5日、チャンネル登録者数25万人到達と動画投稿数累計500本の達成を報告[42]。
- 11月19日、総監督「おめがのハコちゃん」初出演、出産を発表[23]。

2021年
- 3月26日～4月11日、3周年リアルイベント「おめがシスターズ 3rd anniversary」開催[43]。
- 9月12日、活動開始以来初となる新衣装をお披露目。チャンネル登録者数28万人到達を報告[44]。
- 9月30日から10月3日まで開催された東京ゲームショウ2021のVRアンバサダーを務める[45]。
- 12月11日、12月16、vket2021Winterにて、VRローソンの一日店長を務める[46]。

2022年
- 1月25日、顔だけバーチャル、体は実写とした動画を公開[47]。これ以降、この形式の動画が増え始める。
- 2月19日、おめがリオの新型コロナ感染を報告[48]。これ以降の計8本の動画はおめがレイ一人で活動する。
- 2月26日、キズナアイのスリープ前ラストライブ「Kizuna AI The Last Live “hello, world 2022”」に参加。
- 3月5日、おめがリオ復帰と活動4周年を飾るライブ配信を実施[49]。各地のバックバンドメンバーがネット上で同期した生演奏による歌を披露。
- 3月17日、チャンネル累計再生数1億回突破を報告[50]。
- 5月4日、チャンネル登録者数30万人突破を記念するライブ配信を実施[51]。

2023年
- 1月10日、プロフィール穴埋めクイズの動画を公開。誕生日についての設問で、おめがレイは、『199秘年11月5日(1の位も記入されていたが都合で伏字になっている)生まれ』という回答をするも、動画制作時のウィキペディアでは単に "11月5日" となっていた為、正しいのに不正解となってしまう[1]。
- 1月19日、おめがリオの結婚相手募集を開始。チャンネル企画であり、2月12日にVRChatにて書類選考に残った応募者によるオーディションが行われた[52]。
- 3月5日、おめがシスターズ5周年記念生配信[53]。東名阪福4ヶ所で行われる5周年イベントの開催、音声・テキストによる会話が可能なAITuber「OMG-001 おめがちゃん」とおめがちゃんのYouTubeチャンネル[54]開設が発表された。

## 出演

### テレビ番組
- のばん組（2018年 - 2019年）[55]
- バーチャルさんはみている（2019年 第11話予告）
- 月イチのてぇてぇTV（2019年 BS日テレ）『月イチどうが劇場』コーナーMC担当
- てぇてぇTV（2019年 - 2020年9月 BS日テレ）『ほぼ月イチどうが劇場』コーナーMC担当
- 沼にハマってきいてみた（2021年4月13日 NHK Eテレ）Beat Saber紹介内
- 超人女子戦士 ガリベンガーV（2021年5月8日 テレビ朝日系列）ゲスト出演
- 沼にハマってきいてみた（2022年4月26日[56] NHK Eテレ）ゲスト出演

### イベント
2018年
- AI Party！ 〜Birthday with U〜（6月30日）
- 秋フェス2018秋（10月18日 - 11月18日）
- Count0 COUNT DOWN SUPER LIVE 2018-2019（12月31日）

2019年
- ニコニコ超会議2019 VTuber Fes Japan 2019 DAY1（4月27日 幕張メッセ 国際展示場ホール）
- 史上最大のバーチャルライブ『Vサマ！』（8月24日・8月25日）DAY1 昼公演
- おめシスと直接お話ができるって…マ！？ in 渋谷MAGNET（10月10日 MAGNET by SHIBUYA109）
- バーチャルスクランブル（10月11日～10月27日 MAGNET by SHIBUYA109）

2020年
- TikTok CREATOR'S LAB. 2020 -REFLECTIONS-（12月6日）

2021年
- おめがシスターズ 3rd anniversary（3月26日～4月11日 ボークス秋葉原ホビー天国2）
- バーチャルスクランブルvol.2（12月24日～1月10日 MAGNET by SHIBUYA109）

2022年
- おめがシスターズカフェ in Cafe ASAN秋葉原（6月16日～7月3日）

2023年
- おめがシスターズ 5th anniversary（3月11日-5月14日、秋葉原、名古屋、博多、大阪会場）メインビジュアルイラストは望月けい。

### MV
- HIMEHINA『愛包ダンスホール』[66]
- HIMEHINA『V』[67]

## タイアップ・コラボ
- 青空アンダーガールズ!Re:vengerS [68]（2018年 - 2019年）

2018年9月にコラボ。2019年1月31日のサービス終了告知と同時にコラボ。
- Beat Saber Arcade（ビートセイバーアーケード）

デモ画面・おめがレイのプレイ動画。当初海外のみだったが、2019年末より東京ジョイポリス他でも稼働開始している。
- VTuber図鑑 upd8ver.

オーダーメイドはんこ。
- PRIR＠LL バレンタインケーキ2020

バレンタイン限定デザインのプリントスイーツ。
- おめがのマーチ

ロッテ コアラのマーチとのコラボで2020年1月30日（3月発送）に予約販売。1,000セット限定で即日完売している。
第2弾が2020年9月14日に予約販売。『おめがのマーチ』『レイのマーチ』『リオのマーチ』のパッケージ3種が発売となり、また購入者抽選で『金のおめがのマーチ』、twitter抽選で『銀のおめがのマーチ』をプレゼント。
- ヴィレッジヴァンガード

コラボグッズ第1弾（2020年4月）　イラストレーター・まつだひかりデザインによるイラストを用いたグッズ。
コラボ第2弾福袋（2020年11月）　「通常版」と「豪華版」の2種類。新規グッズ入り。生放送抽選会に参加できる抽選券つき。
コラボグッズ第3弾（2021年6月）　「おうち時間」をテーマにしたグッズ、うんちゃん巨大ぬいぐるみなど。
コラボ第4弾福袋（2021年11月）　イラストレーター・水玉子さん描き下ろしイラストによる新規グッズ。「通常版」と「豪華版」の2種類。生放送抽選会に参加できる抽選券つき。おめシスカレンダー2022も同時発売。
- VTuberチップス

VTuberチップス2（2020年6月）　ネタ（N）カード、レア（R）カード、スーパーレア（SR）カードの3種類。
VTuberチップス3（2021年6月）　同じく3種類。
- まじかる☆ベーカリー

ボードゲーム。2020年8月1日限定コラボカード配布。
- Key-th

2020年10月23日より『ギフトショップ The AkiBa』と『カーテン魂』でコラボグッズ発売。大川ぶくぶイラストグッズも発売。
- メダロットS

2021年6月。オリジナルデザインのメダロット登場。
- 東京ゲームショウ2021

2021年9月30日～10月3日にVR会場にて開催されたイベントのVRアンバサダーに就任。

## ディスコグラフィ

### シングル
| 発売日       | タイトル       | 規格                   |
| ------------ | -------------- | ---------------------- |
| 2019年3月6日 | シンクロニティ | デジタル・ダウンロード |

### 参加作品
| 発売日        | 商品名            | 楽曲                          | 歌 | 備考 |
| ------------- | ----------------- | ----------------------------- | --- | ---- |
| 2019年4月24日 | IMAGINATION vol.1 | Don't say "lazy"              | おめがシスターズ |      |
| 2019年4月24日 | IMAGINATION vol.1 | プレパレード                  | ときのそら、おめがシスターズ、える、虹河ラキ、ドーラ、緑仙、ロボ子さん、 樋口楓、かしこまり、燦鳥ノム、天神子兎音、月ノ美兎、富士葵 |      |
| 2021年6月20日 | Tele倶楽部        | KISS (feat. おめがシスターズ) | おめがシスターズ、ピーナッツくん |      |

### フリーBGM素材
- ハッピーイレイロ

2021年4月19日配信。作曲こおろぎ。

### カバー曲
| #          | 配信日         | タイトル                                                          | 備考                         |
| ---------- | -------------- | ----------------------------------------------------------------- | ---------------------------- |
|            | 2018年 3月5日  | ホウキ雲 / RYTHEM                                                 | 初配信動画内                 |
| #1Ω        | 3月12日        | 【マクロスF】ライオン / May'n,中島愛                              | 現在公開停止                 |
| #2Ω        | 3月14日        | 【ガンダムAGE】AURORA (Short) / 藍井エイル                        | おめがレイ ソロ              |
| #3Ω        | 3月19日        | 【ボカロ】非公開日誌 / GUMI                                       | おめがリオ ソロ              |
| #4Ω        | 3月23日        | 【ボカロ】千本桜 feat.初音ミク                                    | 現在公開停止                 |
| #5Ω        | 3月30日        | 【まどマギ】コネクト / ClariS                                     | 現在公開停止                 |
|            | 3月31日        | 自由詩 / RYTHEM                                                   | おめがレリオ登場動画内       |
| #6Ω        | 4月3日         | からくりピエロ / 初音ミク                                         | おめがリオ ソロ              |
| #7Ω        | 4月5日         | 【天元突破グレンラガン】空色デイズ (Short) / 中川翔子             | おめがレイ ソロ              |
| #6Ω        | 4月13日        | 【とある科学の超電磁砲】only my railgun / fripSide                | 現在公開停止                 |
| #9Ω        | 4月18日        | 【血界戦線】シュガーソングとビターステップ / UNISON SQUARE GARDEN | おめがリオ ソロ 現在公開停止 |
| #10Ω       | 4月26日        | 【DTB】ツキアカリのミチシルベ / ステレオポニー                    | おめがレイ ソロ              |
| #11Ω       | 5月7日         | 青いベンチ / サスケ                                               |                              |
| #12Ω       | 5月18日        | 【GBF】ニブンノイチ / BACK-ON                                     |                              |
| #13Ω       | 5月28日        | 【ナルト】シルエット / KANA-BOON                                  | 現在公開停止                 |
| #14Ω       | 6月8日         | 【ハガレン】メリッサ / ポルノグラフィティ                         |                              |
| #15Ω       | 6月15日        | 【アルドノア・ゼロ】heavenly blue / Kalafina                      |                              |
| #16Ω       | 6月30日        | AM11:00 / HY                                                      | キズナアイ誕生日記念         |
|            | 7月4日         | Unite in the sky                                                  | 3万人記念動画内              |
| #17Ω       | 7月20日        | 【時をかける少女】ガーネット / 奥華子                             |                              |
| 外部コラボ | 7月27日        | いけないボーダーライン / ワルキューレ                             | かしこまりコラボ             |
| #18Ω       | 8月6日         | 夏色 / ゆず                                                       |                              |
| #19Ω       | 8月20日        | ピースサイン / 米津玄師                                           | 現在公開停止                 |
| #20Ω       | 9月7日         | 【かっとビング】マスターピース / mihimaru GT                      |                              |
| 21         | 9月23日        | 【ﾗｯﾀｯﾀｧ!】独りんぼエンヴィー / 初音ミク                          |                              |
| 22         | 10月22日       | 【ﾒｰﾃﾞｰ】ゴーストルール / 初音ミク                                |                              |
| 外部コラボ | 10月29日       | WINDING ROAD                                                      | 樋口楓コラボ                 |
| 外部コラボ | 10月30日       | Happy Halloween                                                   | YuNiコラボ                   |
| 23         | 11月12日       | 【まどマギ】コネクト / ClariS                                     | 再配信                       |
| 24         | 11月29日       | 【血界戦線】シュガーソングとビターステップ / UNISON SQUARE GARDEN | 再配信                       |
| コラボ     | 12月7日        | 【マクロスΔ】一度だけの恋なら/ ワルキューレ                       | 朝ノ姉妹ぷろじぇくとコラボ   |
| 25         | 2019年 1月22日 | 【あおガル】恋のカトレア通り(cover)                               |                              |
| MV         | 3月6日         | シンクロニティ                                                    | 1st シングル                 |
| 26         | 4月17日        | ホウキ雲 / RYTHEM                                                 |                              |
| 27         | 4月20日        | 透明声彩 / YuNi                                                   |                              |
| 28         | 10月29日       | 白日 / King Gnu                                                   | 初の100万再生突破            |
| 29         | 2020年 2月2日  | 点描の唄 / Mrs. GREEN APPLE (feat.井上苑子)                       |                              |
| 30         | 5月12日        | 砂の惑星                                                          |                              |
| 31         | 7月3日         | 夜に駆ける ／YOASOBI                                              |                              |
| 32         | 8月24日        | 香水 ／瑛人                                                       |                              |
| 33         | 2021年 2月5日  | うっせぇわ / Ado                                                  |                              |
| 34         | 6月25日        | チェリー ／ スピッツ                                              |                              |
| 35         | 2022年 1月27日 | 【鬼滅の刃】残響散歌                                              |                              |
| 36         | 2022年 8月29日 | ダンシング・クレイジー歌ってみた / 踊ってみた？                   |                              |
| 37         | 9月11日        | W/X/Y ／ Tani Yuuki                                               |                              |